# Rhaphidostichum leptocarpoides
Rhaphidostichum leptocarpoides är en bladmossart som beskrevs av Brotherus 1925. Rhaphidostichum leptocarpoides ingår i släktet Rhaphidostichum och familjen Sematophyllaceae. Inga underarter finns listade i Catalogue of Life.